# Ditîneț, Radomîșl
Ditîneț (în ucraineană Дітинець) este un sat în comuna Oblitkî din raionul Radomîșl, regiunea Jîtomîr, Ucraina.

## Demografie
Componența lingvistică a localității Ditîneț
     Ucraineană (99,26%)
     Alte limbi (0,74%)
Conform recensământului din 2001, majoritatea populației localității Ditîneț era vorbitoare de ucraineană (99,26%), existând în minoritate și vorbitori de alte limbi.